# 王遵来
王遵来（1974年9月—），男，汉族，陕西渭南人，中华人民共和国中医学家、政治人物。现任天津北辰北门医院副院长。第十四届全国政协委员。